# U20-världsmästerskapet i fotboll 2013
U20-världsmästerskapet i fotboll 2013 var det 19:e U20-världsmästerskapet i fotboll och spelades i Turkiet 21 juni–13 juli 2013. Turkiet, i egenskap av värdland, blev automatiskt kvalificerade till mästerskapet. De regerande mästarna, Brasilien, blev inte automatiskt kvalificerade och lyckades heller inte kvala sig in till mästerskapet och deltog således inte i turneringen. Utöver Turkiet så deltog ytterligare 23 lag, samtliga kvalificerade genom resultat i de regionala juniormästerskapen. De 24 lagen delades upp i sex grupper, där de två främsta i varje grupp samt de fyra bästa treorna gick vidare till åttondelsfinal.
Internationella fotbollsförbundet testade frisparkssprayen under turneringen tillsammans med turneringarna Fifa U-17 och  VM för klubblag innan de beslutade använda den i VM i Brasilien 2014.

## Kvalspel
De 24 lagen kvalificerade sig till mästerskapet genom prestationer i de regionala juniormästerskapen. AFC (Asien) hade fyra platser som tilldelades genom det asiatiska U19-mästerskapet; CAF (Afrika) hade också fyra platser som tilldelades genom det afrikanska U20-mästerskapet; även CONCACAF (Nord- & Centralamerika och Västindien) hade fyra platser som tilldelades genom CONCACAF:s U20-mästerskap; UEFA (Europa) hade sex platser att tilldela genom U19-Europamästerskapat; OFC (Oceanien) hade enbart en plats som tilldelades genom det oceaniska U20-mästerskapet; slutligen tilldelades även CONMEBOL (Sydamerika) fyra platser genom Sydamerikanska U20-mästerskapet. Även Turkiet var kvalificerade till turneringen i egenskap av värdnation.
| Förbund                                        | Kvalturnering                                  | Kvalificerade                                                  |
| ---------------------------------------------- | ---------------------------------------------- | -------------------------------------------------------------- |
| AFC (Asien)                                    | Asiatiska U19-mästerskapet i fotboll 2012      | Australien · Irak · Sydkorea · Uzbekistan                      |
| CAF (Afrika)                                   | Afrikanska U20-mästerskapet i fotboll 2013     | Egypten · Ghana · Mali · Nigeria                               |
| CONCACAF (Nord- & Centralamerika & Västindien) | CONCACAF:s U20-mästerskap i fotboll 2013       | Kuba · El Salvador · Mexiko · USA                              |
| CONMEBOL (Sydamerika)                          | Sydamerikanska U20-mästerskapet i fotboll 2013 | Chile · Colombia · Paraguay · Uruguay                          |
| OFC (Oceanien)                                 | Oceaniska U20-mästerskapet i fotboll 2013      | Nya Zeeland                                                    |
| UEFA (Europa)                                  | U19-Europamästerskapet i fotboll 2012          | Kroatien · England · Frankrike · Grekland · Portugal · Spanien |
| Värdnation                                     | Värdnation                                     | Turkiet                                                        |

## Arenor och spelorter
| Spelort   | Arena                        | Kapacitet |
| --------- | ---------------------------- | --------- |
| Istanbul  | Ali Sami Yen Arena           | 52 652    |
| Bursa     | Bursa Atatürk-stadion        | 25 213    |
| Antalya   | Akdeniz universitetsstadion  | 7 083     |
| Trabzon   | Hüseyin Avni Aker-stadion    | 23 772    |
| Gaziantep | Gaziantep Kamil Ocak-stadion | 16 981    |
| Kayseri   | Kadir Has-stadion            | 32 864    |
| Rize      | Yeni Şehir-stadion           | 15 485    |

## Gruppspel

### Grupp A
| Nr | Lag       | S | V | O | F | GM | IM | MS | P |
| -- | --------- | - | - | - | - | -- | -- | -- | - |
| 1  | Spanien   | 3 | 3 | 0 | 0 | 7  | 2  | +5 | 9 |
| 2  | Frankrike | 3 | 1 | 1 | 1 | 5  | 4  | +1 | 4 |
| 3  | Ghana     | 3 | 1 | 0 | 2 | 5  | 5  | 0  | 3 |
| 4  | USA       | 3 | 0 | 1 | 2 | 3  | 9  | −6 | 1 |

| 2     | 21 juni | Frankrike                             | 3 – 1           | Ghana      | Ali Sami Yen Arena, Istanbul                   |                                                |
| 18:00 | 18:00   | Kondogbia 65′ Sanogo 68′ Bahebeck 79′ | (0 – 0) Rapport | Boakye 85′ | Publik: 4 133 Domare: Wilmar Roldán (Colombia) | Publik: 4 133 Domare: Wilmar Roldán (Colombia) |
| 18:00 | 18:00   |                                       |                 |            | Publik: 4 133 Domare: Wilmar Roldán (Colombia) | Publik: 4 133 Domare: Wilmar Roldán (Colombia) |
| 18:00 | 18:00   |                                       |                 |            | Publik: 4 133 Domare: Wilmar Roldán (Colombia) | Publik: 4 133 Domare: Wilmar Roldán (Colombia) |

| 4     | 21 juni | USA     | 1 – 4           | Spanien                        | Ali Sami Yen Arena, Istanbul                  |                                               |
| 21:00 | 21:00   | Gil 77′ | (0 – 3) Rapport | Jesé 5′, 44′ Deulofeu 42′, 61′ | Publik: 4 133 Domare: Bakary Gassama (Gambia) | Publik: 4 133 Domare: Bakary Gassama (Gambia) |
| 21:00 | 21:00   |         |                 |                                | Publik: 4 133 Domare: Bakary Gassama (Gambia) | Publik: 4 133 Domare: Bakary Gassama (Gambia) |
| 21:00 | 21:00   |         |                 |                                | Publik: 4 133 Domare: Bakary Gassama (Gambia) | Publik: 4 133 Domare: Bakary Gassama (Gambia) |

| 13    | 24 juni | Frankrike         | 1 – 1           | USA        | Ali Sami Yen Arena, Istanbul                |                                             |
| 18:00 | 18:00   | Sanogo 48′ (str.) | (0 – 0) Rapport | Cuevas 85′ | Publik: 4 120 Domare: Carlos Vera (Ecuador) | Publik: 4 120 Domare: Carlos Vera (Ecuador) |
| 18:00 | 18:00   |                   |                 |            | Publik: 4 120 Domare: Carlos Vera (Ecuador) | Publik: 4 120 Domare: Carlos Vera (Ecuador) |
| 18:00 | 18:00   |                   |                 |            | Publik: 4 120 Domare: Carlos Vera (Ecuador) | Publik: 4 120 Domare: Carlos Vera (Ecuador) |

| 15    | 24 juni | Spanien  | 1 – 0           | Ghana | Ali Sami Yen Arena, Istanbul                    |                                                 |
| 21:00 | 21:00   | Jesé 13′ | (1 – 0) Rapport |       | Publik: 4 120 Domare: Ben Williams (Australien) | Publik: 4 120 Domare: Ben Williams (Australien) |
| 21:00 | 21:00   |          |                 |       | Publik: 4 120 Domare: Ben Williams (Australien) | Publik: 4 120 Domare: Ben Williams (Australien) |
| 21:00 | 21:00   |          |                 |       | Publik: 4 120 Domare: Ben Williams (Australien) | Publik: 4 120 Domare: Ben Williams (Australien) |

| 27    | 27 juni | Spanien              | 2 – 1           | Frankrike  | Ali Sami Yen Arena, Istanbul                   |                                                |
| 21:00 | 21:00   | Alcácer 23′ Jesé 56′ | (1 – 0) Rapport | Vion 90+1′ | Publik: 7 511 Domare: Jonas Eriksson (Sverige) | Publik: 7 511 Domare: Jonas Eriksson (Sverige) |
| 21:00 | 21:00   |                      |                 |            | Publik: 7 511 Domare: Jonas Eriksson (Sverige) | Publik: 7 511 Domare: Jonas Eriksson (Sverige) |
| 21:00 | 21:00   |                      |                 |            | Publik: 7 511 Domare: Jonas Eriksson (Sverige) | Publik: 7 511 Domare: Jonas Eriksson (Sverige) |

| 28    | 27 juni | Ghana                                      | 4 – 1           | USA         | Kadir Has-stadion, Kayseri                      |                                                 |
| 21:00 | 21:00   | Acheampong 38′ Assifuah 58′, 78′ Ashia 83′ | (1 – 0) Rapport | O'Neill 69′ | Publik: 4 873 Domare: Nawaf Shukralla (Bahrain) | Publik: 4 873 Domare: Nawaf Shukralla (Bahrain) |
| 21:00 | 21:00   |                                            |                 |             | Publik: 4 873 Domare: Nawaf Shukralla (Bahrain) | Publik: 4 873 Domare: Nawaf Shukralla (Bahrain) |
| 21:00 | 21:00   |                                            |                 |             | Publik: 4 873 Domare: Nawaf Shukralla (Bahrain) | Publik: 4 873 Domare: Nawaf Shukralla (Bahrain) |

### Grupp B
| Nr | Lag      | S | V | O | F | GM | IM | MS | P |
| -- | -------- | - | - | - | - | -- | -- | -- | - |
| 1  | Portugal | 3 | 2 | 1 | 0 | 10 | 4  | +6 | 7 |
| 2  | Nigeria  | 3 | 2 | 0 | 1 | 6  | 3  | +3 | 6 |
| 3  | Sydkorea | 3 | 1 | 1 | 1 | 4  | 4  | 0  | 4 |
| 4  | Kuba     | 3 | 0 | 0 | 3 | 1  | 10 | −9 | 0 |

| 1     | 21 juni | Kuba     | 1 – 2           | Sydkorea                                     | Kadir Has-stadion, Kayseri                    |                                               |
| 18:00 | 18:00   | Reyes 7′ | (1 – 0) Rapport | Kwon Chang-Hoon 51′ (str.) Ryu Seung-Woo 83′ | Publik: 10 428 Domare: Cüneyt Çakır (Turkiet) | Publik: 10 428 Domare: Cüneyt Çakır (Turkiet) |
| 18:00 | 18:00   |          |                 |                                              | Publik: 10 428 Domare: Cüneyt Çakır (Turkiet) | Publik: 10 428 Domare: Cüneyt Çakır (Turkiet) |
| 18:00 | 18:00   |          |                 |                                              | Publik: 10 428 Domare: Cüneyt Çakır (Turkiet) | Publik: 10 428 Domare: Cüneyt Çakır (Turkiet) |

| 3     | 21 juni | Nigeria         | 2 – 3           | Portugal                  | Kadir Has-stadion, Kayseri                         |                                                    |
| 21:00 | 21:00   | Ajagun 57′, 67′ | (0 – 2) Rapport | Bruma 30′, 69′ Aladje 34′ | Publik: 10 428 Domare: Víctor Hugo Carrillo (Peru) | Publik: 10 428 Domare: Víctor Hugo Carrillo (Peru) |
| 21:00 | 21:00   |                 |                 |                           | Publik: 10 428 Domare: Víctor Hugo Carrillo (Peru) | Publik: 10 428 Domare: Víctor Hugo Carrillo (Peru) |
| 21:00 | 21:00   |                 |                 |                           | Publik: 10 428 Domare: Víctor Hugo Carrillo (Peru) | Publik: 10 428 Domare: Víctor Hugo Carrillo (Peru) |

| 14    | 24 juni | Kuba | 0 – 3           | Nigeria                  | Kadir Has-stadion, Kayseri                   |                                              |
| 18:00 | 18:00   |      | (0 – 2) Rapport | Umar 19′, 23′ Ajagun 67′ | Publik: 1 058 Domare: Viktor Kassai (Ungern) | Publik: 1 058 Domare: Viktor Kassai (Ungern) |
| 18:00 | 18:00   |      |                 |                          | Publik: 1 058 Domare: Viktor Kassai (Ungern) | Publik: 1 058 Domare: Viktor Kassai (Ungern) |
| 18:00 | 18:00   |      |                 |                          | Publik: 1 058 Domare: Viktor Kassai (Ungern) | Publik: 1 058 Domare: Viktor Kassai (Ungern) |

| 16    | 24 juni | Portugal            | 2 – 2           | Sydkorea                       | Kadir Has-stadion, Kayseri                                 |                                                            |
| 21:00 | 21:00   | Aladje 3′ Bruma 60′ | (1 – 1) Rapport | Ryu Seung-Woo 45′ Kim Hyun 76′ | Publik: 1 058 Domare: Walter López Castellanos (Guatemala) | Publik: 1 058 Domare: Walter López Castellanos (Guatemala) |
| 21:00 | 21:00   |                     |                 |                                | Publik: 1 058 Domare: Walter López Castellanos (Guatemala) | Publik: 1 058 Domare: Walter López Castellanos (Guatemala) |
| 21:00 | 21:00   |                     |                 |                                | Publik: 1 058 Domare: Walter López Castellanos (Guatemala) | Publik: 1 058 Domare: Walter López Castellanos (Guatemala) |

| 25    | 27 juni | Sydkorea | 0 – 1           | Nigeria   | Ali Sami Yen Arena, Istanbul                      |                                                   |
| 18:00 | 18:00   |          | (0 – 1) Rapport | Kayode 9′ | Publik: 7 511 Domare: Peter O'Leary (Nya Zeeland) | Publik: 7 511 Domare: Peter O'Leary (Nya Zeeland) |
| 18:00 | 18:00   |          |                 |           | Publik: 7 511 Domare: Peter O'Leary (Nya Zeeland) | Publik: 7 511 Domare: Peter O'Leary (Nya Zeeland) |
| 18:00 | 18:00   |          |                 |           | Publik: 7 511 Domare: Peter O'Leary (Nya Zeeland) | Publik: 7 511 Domare: Peter O'Leary (Nya Zeeland) |

| 26    | 27 juni | Portugal                                        | 5 – 0           | Kuba | Kadir Has-stadion, Kayseri                     |                                                |
| 18:00 | 18:00   | Ricardo 15′ Aladje 37′ Bruma 43′, 62′ Tó Zé 69′ | (3 – 0) Rapport |      | Publik: 4 873 Domare: Wilmar Roldán (Colombia) | Publik: 4 873 Domare: Wilmar Roldán (Colombia) |
| 18:00 | 18:00   |                                                 |                 |      | Publik: 4 873 Domare: Wilmar Roldán (Colombia) | Publik: 4 873 Domare: Wilmar Roldán (Colombia) |
| 18:00 | 18:00   |                                                 |                 |      | Publik: 4 873 Domare: Wilmar Roldán (Colombia) | Publik: 4 873 Domare: Wilmar Roldán (Colombia) |

### Grupp C
| Nr | Lag         | S | V | O | F | GM | IM | MS | P |
| -- | ----------- | - | - | - | - | -- | -- | -- | - |
| 1  | Colombia    | 3 | 2 | 1 | 0 | 5  | 1  | +4 | 7 |
| 2  | Turkiet     | 3 | 2 | 0 | 1 | 5  | 2  | +3 | 6 |
| 3  | El Salvador | 3 | 1 | 0 | 2 | 2  | 7  | −5 | 3 |
| 4  | Australien  | 3 | 0 | 1 | 2 | 3  | 5  | −2 | 1 |

| 5     | 22 juni | Colombia    | 1 – 1           | Australien   | Hüseyin Avni Aker-stadion, Trabzon            |                                               |
| 18:00 | 18:00   | Córdoba 78′ | (0 – 0) Rapport | De Silva 46′ | Publik: 4 662 Domare: Milorad Mažić (Serbien) | Publik: 4 662 Domare: Milorad Mažić (Serbien) |
| 18:00 | 18:00   |             |                 |              | Publik: 4 662 Domare: Milorad Mažić (Serbien) | Publik: 4 662 Domare: Milorad Mažić (Serbien) |
| 18:00 | 18:00   |             |                 |              | Publik: 4 662 Domare: Milorad Mažić (Serbien) | Publik: 4 662 Domare: Milorad Mažić (Serbien) |

| 7     | 22 juni | Turkiet                 | 3 – 0           | El Salvador | Hüseyin Avni Aker-stadion, Trabzon             |                                                |
| 21:00 | 21:00   | Salih 9′ Şahin 46′, 64′ | (1 – 0) Rapport |             | Publik: 4 662 Domare: Sandro Ricci (Brasilien) | Publik: 4 662 Domare: Sandro Ricci (Brasilien) |
| 21:00 | 21:00   |                         |                 |             | Publik: 4 662 Domare: Sandro Ricci (Brasilien) | Publik: 4 662 Domare: Sandro Ricci (Brasilien) |
| 21:00 | 21:00   |                         |                 |             | Publik: 4 662 Domare: Sandro Ricci (Brasilien) | Publik: 4 662 Domare: Sandro Ricci (Brasilien) |

| 17    | 25 juni | Australien   | 1 – 2           | El Salvador       | Yeni Şehir-stadion, Rize                           |                                                    |
| 18:00 | 18:00   | Brillante 9′ | (1 – 2) Rapport | Coca 17′ Peña 40′ | Publik: 13 015 Domare: Stéphane Lannoy (Frankrike) | Publik: 13 015 Domare: Stéphane Lannoy (Frankrike) |
| 18:00 | 18:00   |              |                 |                   | Publik: 13 015 Domare: Stéphane Lannoy (Frankrike) | Publik: 13 015 Domare: Stéphane Lannoy (Frankrike) |
| 18:00 | 18:00   |              |                 |                   | Publik: 13 015 Domare: Stéphane Lannoy (Frankrike) | Publik: 13 015 Domare: Stéphane Lannoy (Frankrike) |

| 19    | 25 juni | Turkiet | 0 – 1           | Colombia     | Yeni Şehir-stadion, Rize                                 |                                                          |
| 21:00 | 21:00   |         | (0 – 0) Rapport | Quintero 52′ | Publik: 13 015 Domare: Noumandiez Doué (Elfenbenskusten) | Publik: 13 015 Domare: Noumandiez Doué (Elfenbenskusten) |
| 21:00 | 21:00   |         |                 |              | Publik: 13 015 Domare: Noumandiez Doué (Elfenbenskusten) | Publik: 13 015 Domare: Noumandiez Doué (Elfenbenskusten) |
| 21:00 | 21:00   |         |                 |              | Publik: 13 015 Domare: Noumandiez Doué (Elfenbenskusten) | Publik: 13 015 Domare: Noumandiez Doué (Elfenbenskusten) |

| 31    | 28 juni | Australien   | 1 – 2           | Turkiet                    | Hüseyin Avni Aker-stadion, Trabzon                    |                                                       |
| 21:00 | 21:00   | Maclaren 52′ | (0 – 0) Rapport | Çalhanoğlu 54′ Yokuşlu 87′ | Publik: 11 286 Domare: Roberto García Orozco (Mexiko) | Publik: 11 286 Domare: Roberto García Orozco (Mexiko) |
| 21:00 | 21:00   |              |                 |                            | Publik: 11 286 Domare: Roberto García Orozco (Mexiko) | Publik: 11 286 Domare: Roberto García Orozco (Mexiko) |
| 21:00 | 21:00   |              |                 |                            | Publik: 11 286 Domare: Roberto García Orozco (Mexiko) | Publik: 11 286 Domare: Roberto García Orozco (Mexiko) |

| 32    | 28 juni | El Salvador | 0 – 3           | Colombia                                       | Kamil Ocak-stadion, Gaziantep                |                                              |
| 21:00 | 21:00   |             | (0 – 2) Rapport | Rentería 21′ Córdoba 25′ (str.) Quintero 90+1′ | Publik: 2 000 Domare: Néant Alioum (Kamerun) | Publik: 2 000 Domare: Néant Alioum (Kamerun) |
| 21:00 | 21:00   |             |                 |                                                | Publik: 2 000 Domare: Néant Alioum (Kamerun) | Publik: 2 000 Domare: Néant Alioum (Kamerun) |
| 21:00 | 21:00   |             |                 |                                                | Publik: 2 000 Domare: Néant Alioum (Kamerun) | Publik: 2 000 Domare: Néant Alioum (Kamerun) |

### Grupp D
| Nr | Lag      | S | V | O | F | GM | IM | MS | P |
| -- | -------- | - | - | - | - | -- | -- | -- | - |
| 1  | Grekland | 3 | 1 | 2 | 0 | 3  | 2  | +1 | 5 |
| 2  | Paraguay | 3 | 1 | 2 | 0 | 3  | 2  | +1 | 5 |
| 3  | Mexiko   | 3 | 1 | 0 | 2 | 5  | 4  | +1 | 3 |
| 4  | Mali     | 3 | 0 | 2 | 1 | 2  | 5  | −3 | 2 |

Eftersom Grekland och Paraguay hamnade på samma poäng, samma målskillnad, samma antal gjorda mål och spelade lika, så drogs en lott för att avgöra vilket lag som skulle komma etta respektive tvåa i gruppen.
| 6     | 22 juni | Mexiko          | 1 – 2           | Grekland                    | Kamil Ocak-stadion, Gaziantep                     |                                                   |
| 18:00 | 18:00   | Espericueta 40′ | (1 – 1) Rapport | Bouchalakis 16′ Kolovos 89′ | Publik: 3 000 Domare: Peter O'Leary (Nya Zeeland) | Publik: 3 000 Domare: Peter O'Leary (Nya Zeeland) |
| 18:00 | 18:00   |                 |                 |                             | Publik: 3 000 Domare: Peter O'Leary (Nya Zeeland) | Publik: 3 000 Domare: Peter O'Leary (Nya Zeeland) |
| 18:00 | 18:00   |                 |                 |                             | Publik: 3 000 Domare: Peter O'Leary (Nya Zeeland) | Publik: 3 000 Domare: Peter O'Leary (Nya Zeeland) |

| 8     | 22 juni | Paraguay | 1 – 1           | Mali     | Kamil Ocak-stadion, Gaziantep                   |                                                 |
| 21:00 | 21:00   | Rojas 7′ | (1 – 1) Rapport | Niane 3′ | Publik: 3 000 Domare: Nawaf Shukralla (Bahrain) | Publik: 3 000 Domare: Nawaf Shukralla (Bahrain) |
| 21:00 | 21:00   |          |                 |          | Publik: 3 000 Domare: Nawaf Shukralla (Bahrain) | Publik: 3 000 Domare: Nawaf Shukralla (Bahrain) |
| 21:00 | 21:00   |          |                 |          | Publik: 3 000 Domare: Nawaf Shukralla (Bahrain) | Publik: 3 000 Domare: Nawaf Shukralla (Bahrain) |

| 18    | 25 juni | Mexiko | 0 – 1           | Paraguay     | Kamil Ocak-stadion, Gaziantep                  |                                                |
| 18:00 | 18:00   |        | (0 – 0) Rapport | González 52′ | Publik: 1 200 Domare: Nicola Rizzoli (Italien) | Publik: 1 200 Domare: Nicola Rizzoli (Italien) |
| 18:00 | 18:00   |        |                 |              | Publik: 1 200 Domare: Nicola Rizzoli (Italien) | Publik: 1 200 Domare: Nicola Rizzoli (Italien) |
| 18:00 | 18:00   |        |                 |              | Publik: 1 200 Domare: Nicola Rizzoli (Italien) | Publik: 1 200 Domare: Nicola Rizzoli (Italien) |

| 20    | 25 juni | Mali | 0 – 0           | Grekland | Kamil Ocak-stadion, Gaziantep                 |                                               |
| 21:00 | 21:00   |      | (0 – 0) Rapport |          | Publik: 1 200 Domare: Roberto Moreno (Panama) | Publik: 1 200 Domare: Roberto Moreno (Panama) |
| 21:00 | 21:00   |      |                 |          | Publik: 1 200 Domare: Roberto Moreno (Panama) | Publik: 1 200 Domare: Roberto Moreno (Panama) |
| 21:00 | 21:00   |      |                 |          | Publik: 1 200 Domare: Roberto Moreno (Panama) | Publik: 1 200 Domare: Roberto Moreno (Panama) |

| 29    | 28 juni | Grekland        | 1 – 1           | Paraguay       | Hüseyin Avni Aker-stadion, Trabzon             |                                                |
| 18:00 | 18:00   | Diamantakos 68′ | (0 – 0) Rapport | Montenegro 73′ | Publik: 11 286 Domare: Bakary Gassama (Gambia) | Publik: 11 286 Domare: Bakary Gassama (Gambia) |
| 18:00 | 18:00   |                 |                 |                | Publik: 11 286 Domare: Bakary Gassama (Gambia) | Publik: 11 286 Domare: Bakary Gassama (Gambia) |
| 18:00 | 18:00   |                 |                 |                | Publik: 11 286 Domare: Bakary Gassama (Gambia) | Publik: 11 286 Domare: Bakary Gassama (Gambia) |

| 30    | 28 juni | Mali       | 1 – 4           | Mexiko                                    | Kamil Ocak-stadion, Gaziantep                |                                              |
| 18:00 | 18:00   | Diallo 62′ | (0 – 2) Rapport | Bueno 2′ Corona 18′ Escoboza 69′ Luna 86′ | Publik: 2 000 Domare: Cüneyt Çakır (Turkiet) | Publik: 2 000 Domare: Cüneyt Çakır (Turkiet) |
| 18:00 | 18:00   |            |                 |                                           | Publik: 2 000 Domare: Cüneyt Çakır (Turkiet) | Publik: 2 000 Domare: Cüneyt Çakır (Turkiet) |
| 18:00 | 18:00   |            |                 |                                           | Publik: 2 000 Domare: Cüneyt Çakır (Turkiet) | Publik: 2 000 Domare: Cüneyt Çakır (Turkiet) |

### Grupp E
| Nr | Lag     | S | V | O | F | GM | IM | MS | P |
| -- | ------- | - | - | - | - | -- | -- | -- | - |
| 1  | Irak    | 3 | 2 | 1 | 0 | 6  | 4  | +2 | 7 |
| 2  | Chile   | 3 | 1 | 1 | 1 | 4  | 4  | 0  | 4 |
| 3  | Egypten | 3 | 1 | 0 | 2 | 4  | 4  | 0  | 3 |
| 4  | England | 3 | 0 | 2 | 1 | 3  | 5  | −2 | 2 |

| 9     | 23 juni |                        | 2 – 1           | Egypten     | Akdeniz universitet-stadion, Antalya           |                                                |
| 18:00 | 18:00   | Castillo 25′ Bravo 77′ | (1 – 1) Rapport | Kahraba 10′ | Publik: 3 148 Domare: Jonas Eriksson (Sverige) | Publik: 3 148 Domare: Jonas Eriksson (Sverige) |
| 18:00 | 18:00   |                        |                 |             | Publik: 3 148 Domare: Jonas Eriksson (Sverige) | Publik: 3 148 Domare: Jonas Eriksson (Sverige) |
| 18:00 | 18:00   |                        |                 |             | Publik: 3 148 Domare: Jonas Eriksson (Sverige) | Publik: 3 148 Domare: Jonas Eriksson (Sverige) |

| 11    | 23 juni | England                | 2 – 2           | Irak                          | Akdeniz universitet-stadion, Antalya                 |                                                      |
| 21:00 | 21:00   | Coady 41′ Williams 52′ | (1 – 0) Rapport | Attiya 75′ (str.) Adnan 90+3′ | Publik: 3 148 Domare: Roberto García Orozco (Mexiko) | Publik: 3 148 Domare: Roberto García Orozco (Mexiko) |
| 21:00 | 21:00   |                        |                 |                               | Publik: 3 148 Domare: Roberto García Orozco (Mexiko) | Publik: 3 148 Domare: Roberto García Orozco (Mexiko) |
| 21:00 | 21:00   |                        |                 |                               | Publik: 3 148 Domare: Roberto García Orozco (Mexiko) | Publik: 3 148 Domare: Roberto García Orozco (Mexiko) |

| 21    | 26 juni | Chile               | 1 – 1           | England  | Akdeniz universitet-stadion, Antalya         |                                              |
| 18:00 | 18:00   | Castillo 32′ (str.) | (1 – 0) Rapport | Kane 64′ | Publik: 3 246 Domare: Alireza Faghani (Iran) | Publik: 3 246 Domare: Alireza Faghani (Iran) |
| 18:00 | 18:00   |                     |                 |          | Publik: 3 246 Domare: Alireza Faghani (Iran) | Publik: 3 246 Domare: Alireza Faghani (Iran) |
| 18:00 | 18:00   |                     |                 |          | Publik: 3 246 Domare: Alireza Faghani (Iran) | Publik: 3 246 Domare: Alireza Faghani (Iran) |

| 23    | 26 juni | Irak                             | 2 – 1           | Egypten   | Akdeniz universitet-stadion, Antalya            |                                                 |
| 21:00 | 21:00   | Abdulhussein 33′ Abdulraheem 79′ | (1 – 1) Rapport | Ahmed 27′ | Publik: 3 246 Domare: Damir Skomina (Slovenien) | Publik: 3 246 Domare: Damir Skomina (Slovenien) |
| 21:00 | 21:00   |                                  |                 |           | Publik: 3 246 Domare: Damir Skomina (Slovenien) | Publik: 3 246 Domare: Damir Skomina (Slovenien) |
| 21:00 | 21:00   |                                  |                 |           | Publik: 3 246 Domare: Damir Skomina (Slovenien) | Publik: 3 246 Domare: Damir Skomina (Slovenien) |

| 35    | 29 juni | Irak                 | 2 – 1           | Chile    | Akdeniz universitet-stadion, Antalya              |                                                   |
| 21:00 | 21:00   | Kamil 15′ Salman 67′ | (1 – 1) Rapport | Mora 28′ | Publik: 2 785 Domare: Stéphane Lannoy (Frankrike) | Publik: 2 785 Domare: Stéphane Lannoy (Frankrike) |
| 21:00 | 21:00   |                      |                 |          | Publik: 2 785 Domare: Stéphane Lannoy (Frankrike) | Publik: 2 785 Domare: Stéphane Lannoy (Frankrike) |
| 21:00 | 21:00   |                      |                 |          | Publik: 2 785 Domare: Stéphane Lannoy (Frankrike) | Publik: 2 785 Domare: Stéphane Lannoy (Frankrike) |

| 36    | 29 juni | Egypten                  | 2 – 0           | England | Atatürk-stadion, Bursa                         |                                                |
| 21:00 | 21:00   | Trezeguet 79′ Koka 90+3′ | (0 – 0) Rapport |         | Publik: 3 445 Domare: Antonio Arias (Paraguay) | Publik: 3 445 Domare: Antonio Arias (Paraguay) |
| 21:00 | 21:00   |                          |                 |         | Publik: 3 445 Domare: Antonio Arias (Paraguay) | Publik: 3 445 Domare: Antonio Arias (Paraguay) |
| 21:00 | 21:00   |                          |                 |         | Publik: 3 445 Domare: Antonio Arias (Paraguay) | Publik: 3 445 Domare: Antonio Arias (Paraguay) |

### Grupp F
| Nr | Lag         | S | V | O | F | GM | IM | MS | P |
| -- | ----------- | - | - | - | - | -- | -- | -- | - |
| 1  | Kroatien    | 3 | 2 | 1 | 0 | 4  | 2  | +2 | 7 |
| 2  | Uruguay     | 3 | 2 | 0 | 1 | 6  | 1  | +5 | 6 |
| 3  | Uzbekistan  | 3 | 1 | 1 | 1 | 4  | 5  | −1 | 4 |
| 4  | Nya Zeeland | 3 | 0 | 0 | 3 | 1  | 7  | −6 | 0 |

| 10    | 23 juni | Nya Zeeland | 0 – 3           | Uzbekistan                              | Atatürk-stadion, Bursa                         |                                                |
| 18:00 | 18:00   |             | (0 – 1) Rapport | Makhstaliev 14′ Sergeev 53′ Turapov 67′ | Publik: 3 597 Domare: Antonio Arias (Paraguay) | Publik: 3 597 Domare: Antonio Arias (Paraguay) |
| 18:00 | 18:00   |             |                 |                                         | Publik: 3 597 Domare: Antonio Arias (Paraguay) | Publik: 3 597 Domare: Antonio Arias (Paraguay) |
| 18:00 | 18:00   |             |                 |                                         | Publik: 3 597 Domare: Antonio Arias (Paraguay) | Publik: 3 597 Domare: Antonio Arias (Paraguay) |

| 12    | 23 juni | Uruguay | 0 – 1           | Kroatien  | Atatürk-stadion, Bursa                       |                                              |
| 21:00 | 21:00   |         | (0 – 1) Rapport | Rebić 41′ | Publik: 3 597 Domare: Néant Alioum (Kamerun) | Publik: 3 597 Domare: Néant Alioum (Kamerun) |
| 21:00 | 21:00   |         |                 |           | Publik: 3 597 Domare: Néant Alioum (Kamerun) | Publik: 3 597 Domare: Néant Alioum (Kamerun) |
| 21:00 | 21:00   |         |                 |           | Publik: 3 597 Domare: Néant Alioum (Kamerun) | Publik: 3 597 Domare: Néant Alioum (Kamerun) |

| 22    | 26 juni | Nya Zeeland | 0 – 2           | Uruguay                    | Atatürk-stadion, Bursa                                   |                                                          |
| 18:00 | 18:00   |             | (0 – 1) Rapport | De Arrascaeta 4′ López 75′ | Publik: 3 393 Domare: Alberto Undiano Mallenco (Spanien) | Publik: 3 393 Domare: Alberto Undiano Mallenco (Spanien) |
| 18:00 | 18:00   |             |                 |                            | Publik: 3 393 Domare: Alberto Undiano Mallenco (Spanien) | Publik: 3 393 Domare: Alberto Undiano Mallenco (Spanien) |
| 18:00 | 18:00   |             |                 |                            | Publik: 3 393 Domare: Alberto Undiano Mallenco (Spanien) | Publik: 3 393 Domare: Alberto Undiano Mallenco (Spanien) |

| 24    | 26 juni | Kroatien   | 1 – 1           | Uzbekistan    | Atatürk-stadion, Bursa                            |                                                   |
| 21:00 | 21:00   | Livaja 65′ | (0 – 1) Rapport | Rakhmanov 24′ | Publik: 3 393 Domare: Víctor Hugo Carrillo (Peru) | Publik: 3 393 Domare: Víctor Hugo Carrillo (Peru) |
| 21:00 | 21:00   |            |                 |               | Publik: 3 393 Domare: Víctor Hugo Carrillo (Peru) | Publik: 3 393 Domare: Víctor Hugo Carrillo (Peru) |
| 21:00 | 21:00   |            |                 |               | Publik: 3 393 Domare: Víctor Hugo Carrillo (Peru) | Publik: 3 393 Domare: Víctor Hugo Carrillo (Peru) |

| 33    | 29 juni | Uzbekistan | 0 – 4           | Uruguay                                                 | Akdeniz universitet-stadion, Antalya         |                                              |
| 18:00 | 18:00   |            | (0 – 1) Rapport | Acevedo 38′ López 47′ De Arrascaeta 64′ Bentancourt 77′ | Publik: 2 785 Domare: Viktor Kassai (Ungern) | Publik: 2 785 Domare: Viktor Kassai (Ungern) |
| 18:00 | 18:00   |            |                 |                                                         | Publik: 2 785 Domare: Viktor Kassai (Ungern) | Publik: 2 785 Domare: Viktor Kassai (Ungern) |
| 18:00 | 18:00   |            |                 |                                                         | Publik: 2 785 Domare: Viktor Kassai (Ungern) | Publik: 2 785 Domare: Viktor Kassai (Ungern) |

| 34    | 29 juni | Kroatien             | 2 – 1           | Nya Zeeland       | Atatürk-stadion, Bursa                         |                                                |
| 18:00 | 18:00   | Perica 11′ Rebić 75′ | (1 – 0) Rapport | Fenton 84′ (str.) | Publik: 3 445 Domare: Sandro Ricci (Brasilien) | Publik: 3 445 Domare: Sandro Ricci (Brasilien) |
| 18:00 | 18:00   |                      |                 |                   | Publik: 3 445 Domare: Sandro Ricci (Brasilien) | Publik: 3 445 Domare: Sandro Ricci (Brasilien) |
| 18:00 | 18:00   |                      |                 |                   | Publik: 3 445 Domare: Sandro Ricci (Brasilien) | Publik: 3 445 Domare: Sandro Ricci (Brasilien) |

### Ranking av tredjeplacerade lag
| Nr | Lag         | S | V | O | F | GM | IM | MS | P |
| -- | ----------- | - | - | - | - | -- | -- | -- | - |
| 1  | Sydkorea    | 3 | 1 | 1 | 1 | 4  | 4  | 0  | 4 |
| 2  | Uzbekistan  | 3 | 1 | 1 | 1 | 4  | 5  | −1 | 4 |
| 3  | Mexiko      | 3 | 1 | 0 | 2 | 5  | 4  | +1 | 3 |
| 4  | Ghana       | 3 | 1 | 0 | 2 | 5  | 5  | 0  | 3 |
| 5  | Egypten     | 3 | 1 | 0 | 2 | 4  | 4  | 0  | 3 |
| 6  | El Salvador | 3 | 1 | 0 | 2 | 2  | 7  | −5 | 3 |

## Slutspel

### Slutspelsträd
|  | Åttondelsfinaler   | Åttondelsfinaler   |                   |                   | Kvartsfinaler     | Kvartsfinaler  |                   |                     | Semifinaler         | Semifinaler        |                    |   | Final              | Final              |
|  | 0                  | 0                  | 0                 | 0                 | 0                 | 0              | 0                 | 0                   | 0                   | 0                  | 0                  | 0 | 0                  | 0                  |
|  | 2 juli — Gaziantep | 2 juli — Gaziantep | 0                 | 0                 |                   |                | 0                 | 0                   |                     |                    | 0                  | 0 |                    |                    |
|  | 2 juli — Gaziantep | 2 juli — Gaziantep | 0                 | 0                 |                   |                | 0                 | 0                   |                     |                    | 0                  | 0 |                    |                    |
|  | 0 Frankrike        | 4                  | 0                 | 0                 |                   |                | 0                 | 0                   |                     |                    | 0                  | 0 |                    |                    |
|  | 0 Frankrike        | 4                  | 0                 | 0                 | 6 juli — Rize     |                | 0                 | 0                   |                     |                    | 0                  | 0 |                    |                    |
|  | 0 Turkiet          | 1                  | 0                 | 0                 |                   |                | 0                 | 0                   |                     |                    | 0                  | 0 |                    |                    |
|  | 0 Turkiet          | 1                  | 0                 | 0                 | 0 Frankrike       | 4              | 0                 | 0                   |                     |                    | 0                  | 0 |                    |                    |
|  | 2 juli — Gaziantep |                    | 0                 | 0                 | 0 Frankrike       | 4              | 0                 | 0                   |                     |                    | 0                  | 0 |                    |                    |
|  | 0                  | 0 Uzbekistan       | 0                 | 0                 | 0                 |                |                   | 0                   |                     |                    | 0                  | 0 |                    |                    |
|  | 0                  | 0 Uzbekistan       | 0                 | 0                 | 0                 | 0 Grekland     | 1                 | 0                   |                     |                    | 0                  | 0 |                    |                    |
|  | 0                  | 0                  | 0                 | 10 juli — Trabzon | 10 juli — Trabzon | 0 Grekland     | 1                 | 0                   |                     |                    | 0                  | 0 |                    |                    |
|  | 0                  | 0                  | 0                 | 10 juli — Trabzon | 10 juli — Trabzon | 0 Uzbekistan   | 3                 | 0                   | 0                   |                    | 0                  | 0 |                    |                    |
|  | 0                  |                    |                   | 0 Frankrike       | 2                 | 0 Uzbekistan   | 3                 | 0                   | 0                   |                    | 0                  | 0 |                    |                    |
|  | 0                  | 3 juli — Kayseri   |                   | 0 Frankrike       | 2                 |                |                   | 0                   |                     |                    | 0                  | 0 |                    |                    |
|  | 0                  | 0                  | 0 Ghana           | 1                 | 0                 |                |                   |                     |                     |                    |                    | 0 |                    |                    |
|  | 0                  | 0                  | 0 Ghana           | 1                 | 0                 | 0 Portugal     | 2                 | 0                   |                     |                    |                    | 0 |                    |                    |
|  | 0                  | 0                  | 7 juli — Istanbul | 7 juli — Istanbul | 0                 | 0 Portugal     | 2                 | 0                   | 0                   | 0                  |                    | 0 |                    |                    |
|  | 0                  | 0                  | 7 juli — Istanbul | 7 juli — Istanbul | 0                 | 0 Ghana        | 3                 | 0                   | 0                   | 0                  |                    | 0 |                    |                    |
|  | 0                  | 0                  | 0 Ghana (e.f.)    | 4                 | 0                 | 0 Ghana        | 3                 | 0                   |                     |                    |                    | 0 |                    |                    |
|  | 0                  | 0                  | 0 Ghana (e.f.)    | 4                 | 0                 | 3 juli — Bursa |                   | 0                   |                     |                    |                    | 0 |                    |                    |
|  | 0                  | 0                  | 0 Chile           | 3                 | 0                 | 0              |                   | 0                   |                     |                    |                    | 0 |                    |                    |
|  | 0                  | 0                  | 0 Chile           | 3                 | 0                 | 0              | 0 Kroatien        | 0                   | 0                   |                    |                    | 0 |                    |                    |
|  | 0                  | 0                  | 0                 | 0                 | 0                 | 0              | 0 Kroatien        | 0                   | 0                   | 13 juli — Istanbul | 13 juli — Istanbul | 0 |                    |                    |
|  | 0                  | 0                  | 0                 | 0                 | 0                 | 0              | 0 Chile           | 2                   | 0                   | 13 juli — Istanbul | 13 juli — Istanbul | 0 |                    |                    |
|  | 0                  | 0                  |                   |                   | 0                 | 0              | 0 Chile           | 2                   | 0                   | 0 Frankrike (str.) | 0 (4)              | 0 |                    |                    |
|  | 0                  | 0                  | 3 juli — Antalya  |                   | 0                 | 0              |                   |                     | 0                   | 0 Frankrike (str.) | 0 (4)              | 0 |                    |                    |
|  | 0                  | 0                  | 0                 | 0 Uruguay         | 0                 | 0              | 0 (1)             |                     | 0                   |                    |                    |   |                    |                    |
|  | 0                  | 0                  | 0                 | 0 Uruguay         | 0                 | 0              | 0 (1)             | 0 Irak (e.f.)       | 0                   | 1                  |                    |   |                    |                    |
|  | 0                  | 0                  | 0                 | 7 juli — Kayseri  | 7 juli — Kayseri  | 0              | 0                 | 0                   | 0                   | 1                  |                    |   |                    |                    |
|  | 0                  | 0                  | 0                 | 7 juli — Kayseri  | 7 juli — Kayseri  | 0              | 0                 | 0                   | 0 Paraguay          | 0                  | 0                  |   |                    |                    |
|  | 0                  | 0                  | 0                 | 0 Irak            | 3 (5)             | 0              |                   |                     | 0 Paraguay          | 0                  | 0                  |   |                    |                    |
|  | 0                  | 0                  | 0                 | 0 Irak            | 3 (5)             | 0              | 3 juli — Trabzon  |                     |                     |                    | 0                  |   |                    |                    |
|  | 0                  | 0                  | 0                 | 0 Sydkorea        | 3 (4)             | 0              |                   |                     |                     |                    | 0                  |   |                    |                    |
|  | 0                  | 0                  | 0                 | 0 Sydkorea        | 3 (4)             | 0              | 0 Colombia        | 1 (7)               |                     |                    | 0                  |   |                    |                    |
|  | 0                  | 0                  | 0                 | 0                 | 0                 | 0              | 0 Colombia        | 1 (7)               | 10 juli — Bursa     | 10 juli — Bursa    | 0                  |   |                    |                    |
|  | 0                  | 0                  | 0                 | 0                 | 0                 | 0              | 0 Sydkorea (str.) | 1 (8)               | 10 juli — Bursa     | 10 juli — Bursa    | 0                  |   |                    |                    |
|  | 0                  | 0                  | 0                 |                   |                   | 0              | 0 Sydkorea (str.) | 1 (8)               | 0 Irak              | 1 (6)              | 0                  |   |                    |                    |
|  | 0                  | 0                  | 0                 | 2 juli — Istanbul |                   | 0              |                   |                     | 0 Irak              | 1 (6)              | 0                  |   |                    |                    |
|  | 0                  | 0                  | 0                 | 0 Uruguay (str.)  | 1 (7)             | 0              | 0                 | Match om tredjepris | Match om tredjepris |                    | 0                  |   |                    |                    |
|  | 0                  | 0                  | 0                 | 0 Uruguay (str.)  | 1 (7)             | 0              | 0                 | Match om tredjepris | Match om tredjepris | 0 Nigeria          | 0                  | 1 |                    |                    |
|  | 0                  | 0                  | 0                 | 6 juli — Bursa    | 6 juli — Bursa    | 0              | 0                 | 0                   | 0                   | 0 Nigeria          | 0                  | 1 | 13 juli — Istanbul | 13 juli — Istanbul |
|  | 0                  | 0                  | 0                 | 6 juli — Bursa    | 6 juli — Bursa    | 0              | 0                 | 0                   | 0                   | 0 Uruguay          | 2                  | 0 | 13 juli — Istanbul | 13 juli — Istanbul |
|  | 0                  | 0                  | 0                 | 0 Uruguay (e.f.)  | 1                 | 0              | 0                 |                     |                     | 0 Uruguay          | 2                  | 0 | 0 Ghana            | 3                  |
|  | 0                  | 0                  | 0                 | 0 Uruguay (e.f.)  | 1                 | 0              | 0                 | 2 juli — Istanbul   |                     |                    |                    | 0 | 0 Ghana            | 3                  |
|  | 0                  | 0                  | 0                 | 0 Spanien         | 0                 | 0              | 0                 | 0 Irak              | 0                   |                    |                    | 0 |                    |                    |
|  | 0                  | 0                  | 0                 | 0 Spanien         | 0                 | 0              | 0                 | 0 Irak              | 0                   | 0 Spanien          | 2                  | 0 |                    |                    |
|  | 0                  | 0                  | 0                 | 0                 | 0                 | 0              | 0                 | 0                   | 0                   | 0 Spanien          | 2                  | 0 |                    |                    |
|  | 0                  | 0                  | 0                 | 0                 | 0                 | 0              | 0                 | 0                   | 0                   | 0 Mexiko           | 1                  | 0 |                    |                    |
|  | 0                  | 0                  | 0                 |                   |                   | 0              | 0                 |                     |                     | 0 Mexiko           | 1                  | 0 |                    |                    |

### Åttondelsfinaler
| 37          | 2 juli      | Spanien                 | 2 – 1           | Mexiko      | Ali Sami Yen Arena, Istanbul                 |                                              |
| 18:00 UTC+3 | 18:00 UTC+3 | Derik 74′ Rodríguez 90′ | (0 – 1) Rapport | González 2′ | Publik: 7 211 Domare: Alireza Faghani (Iran) | Publik: 7 211 Domare: Alireza Faghani (Iran) |
| 18:00 UTC+3 | 18:00 UTC+3 |                         |                 |             | Publik: 7 211 Domare: Alireza Faghani (Iran) | Publik: 7 211 Domare: Alireza Faghani (Iran) |
| 18:00 UTC+3 | 18:00 UTC+3 |                         |                 |             | Publik: 7 211 Domare: Alireza Faghani (Iran) | Publik: 7 211 Domare: Alireza Faghani (Iran) |

| 38          | 2 juli      | Grekland              | 1 – 3           | Uzbekistan                                              | Kamil Ocak arena, Gaziantep                              |                                                          |
| 18:00 UTC+3 | 18:00 UTC+3 | Stafylidis 33′ (str.) | (1 – 1) Rapport | Makhstaliev 27′ Sergeev 62′ (str.) Rakhmanov 83′ (str.) | Publik: 14 800 Domare: Noumandiez Doué (Elfenbenskusten) | Publik: 14 800 Domare: Noumandiez Doué (Elfenbenskusten) |
| 18:00 UTC+3 | 18:00 UTC+3 |                       |                 |                                                         | Publik: 14 800 Domare: Noumandiez Doué (Elfenbenskusten) | Publik: 14 800 Domare: Noumandiez Doué (Elfenbenskusten) |
| 18:00 UTC+3 | 18:00 UTC+3 |                       |                 |                                                         | Publik: 14 800 Domare: Noumandiez Doué (Elfenbenskusten) | Publik: 14 800 Domare: Noumandiez Doué (Elfenbenskusten) |

| 39          | 2 juli      | Nigeria    | 1 – 2           | Uruguay               | Ali Sami Yen Arena, Istanbul                  |                                               |
| 21:00 UTC+3 | 21:00 UTC+3 | Kayode 69′ | (0 – 0) Rapport | López 65′, 84′ (str.) | Publik: 7 211 Domare: Milorad Mažić (Serbien) | Publik: 7 211 Domare: Milorad Mažić (Serbien) |
| 21:00 UTC+3 | 21:00 UTC+3 |            |                 |                       | Publik: 7 211 Domare: Milorad Mažić (Serbien) | Publik: 7 211 Domare: Milorad Mažić (Serbien) |
| 21:00 UTC+3 | 21:00 UTC+3 |            |                 |                       | Publik: 7 211 Domare: Milorad Mažić (Serbien) | Publik: 7 211 Domare: Milorad Mažić (Serbien) |

| 40          | 2 juli      | Frankrike                                          | 4 – 1           | Turkiet   | Kamil Ocak arena, Gaziantep                               |                                                           |
| 21:00 UTC+3 | 21:00 UTC+3 | Kondogbia 18′ Bahebeck 34′ Sanogo 68′ Veretout 74′ | (2 – 0) Rapport | Bakış 77′ | Publik: 14 800 Domare: Alberto Undiano Mallenco (Spanien) | Publik: 14 800 Domare: Alberto Undiano Mallenco (Spanien) |
| 21:00 UTC+3 | 21:00 UTC+3 |                                                    |                 |           | Publik: 14 800 Domare: Alberto Undiano Mallenco (Spanien) | Publik: 14 800 Domare: Alberto Undiano Mallenco (Spanien) |
| 21:00 UTC+3 | 21:00 UTC+3 |                                                    |                 |           | Publik: 14 800 Domare: Alberto Undiano Mallenco (Spanien) | Publik: 14 800 Domare: Alberto Undiano Mallenco (Spanien) |

| 41          | 3 juli      | Portugal                  | 2 – 3           | Ghana                          | Kadir Has arena, Kayseri                    |                                             |
| 18:00 UTC+3 | 18:00 UTC+3 | Ferreira 71′ Edgar Ié 73′ | (0 – 1) Rapport | Ashia 19′ Anaba 79′ Boakye 85′ | Publik: 4 977 Domare: Carlos Vera (Ecuador) | Publik: 4 977 Domare: Carlos Vera (Ecuador) |
| 18:00 UTC+3 | 18:00 UTC+3 |                           |                 |                                | Publik: 4 977 Domare: Carlos Vera (Ecuador) | Publik: 4 977 Domare: Carlos Vera (Ecuador) |
| 18:00 UTC+3 | 18:00 UTC+3 |                           |                 |                                | Publik: 4 977 Domare: Carlos Vera (Ecuador) | Publik: 4 977 Domare: Carlos Vera (Ecuador) |

| 42          | 3 juli      | Kroatien | 0 – 2           | Chile                             | Bursa Atatürk-stadion, Bursa                   |                                                |
| 18:00 UTC+3 | 18:00 UTC+3 |          | (0 – 0) Rapport | Castillo 81′ Šimunović 85′ (sjm.) | Publik: 2 329 Domare: Walter López (Guatemala) | Publik: 2 329 Domare: Walter López (Guatemala) |
| 18:00 UTC+3 | 18:00 UTC+3 |          |                 |                                   | Publik: 2 329 Domare: Walter López (Guatemala) | Publik: 2 329 Domare: Walter López (Guatemala) |
| 18:00 UTC+3 | 18:00 UTC+3 |          |                 |                                   | Publik: 2 329 Domare: Walter López (Guatemala) | Publik: 2 329 Domare: Walter López (Guatemala) |

| 43          | 3 juli      | Colombia                                                        | 1 – 1 (e.fl.)              | Sydkorea | Hüseyin Avni Aker-stadion, Trabzon              |                                                 |
| 21:00 UTC+3 | 21:00 UTC+3 | Quintero 90+4′                                                  | (1 – 1, 1 – 1) Rapport     | Song Joo-Hoon 16′ | Publik: 2 362 Domare: Damir Skomina (Slovenien) | Publik: 2 362 Domare: Damir Skomina (Slovenien) |
| 21:00 UTC+3 | 21:00 UTC+3 |                                                                 |                            | | Publik: 2 362 Domare: Damir Skomina (Slovenien) | Publik: 2 362 Domare: Damir Skomina (Slovenien) |
| 21:00 UTC+3 | 21:00 UTC+3 | Quintero Bonilla Aguilar Borja Pérez Perea Mena Vergara Balanta | Straffsparksläggning 7 – 8 | Woo Joo-Sung Song Joo-Hon Woo Joo-Sung Shim Sang-Min Yeon Je-Min Kang Sang-Woo Han Sung-Gyu Jo Suk-Jae Lee Gwang-Hoon | Publik: 2 362 Domare: Damir Skomina (Slovenien) | Publik: 2 362 Domare: Damir Skomina (Slovenien) |

| 44          | 3 juli      | Irak       | 1 – 0 (e.fl.)   | Paraguay | Akdeniz University arena, Antalya             |                                               |
| 21:00 UTC+3 | 21:00 UTC+3 | Farhan 94′ | (0 – 0) Rapport |          | Publik: 2 983 Domare: Roberto Moreno (Panama) | Publik: 2 983 Domare: Roberto Moreno (Panama) |
| 21:00 UTC+3 | 21:00 UTC+3 |            |                 |          | Publik: 2 983 Domare: Roberto Moreno (Panama) | Publik: 2 983 Domare: Roberto Moreno (Panama) |
| 21:00 UTC+3 | 21:00 UTC+3 |            |                 |          | Publik: 2 983 Domare: Roberto Moreno (Panama) | Publik: 2 983 Domare: Roberto Moreno (Panama) |

### Kvartsfinaler
| 45          | 6 juli      | Frankrike                                                | 4 – 0           | Uzbekistan | Yeni Şehir-stadion, Rize                       |                                                |
| 18:00 UTC+3 | 18:00 UTC+3 | Sanogo 31′ Pogba 35′ (str.) Thauvin 43′ (str.) Zouma 64′ | (3 – 0) Rapport |            | Publik: 2 057 Domare: Sandro Ricci (Brasilien) | Publik: 2 057 Domare: Sandro Ricci (Brasilien) |
| 18:00 UTC+3 | 18:00 UTC+3 |                                                          |                 |            | Publik: 2 057 Domare: Sandro Ricci (Brasilien) | Publik: 2 057 Domare: Sandro Ricci (Brasilien) |
| 18:00 UTC+3 | 18:00 UTC+3 |                                                          |                 |            | Publik: 2 057 Domare: Sandro Ricci (Brasilien) | Publik: 2 057 Domare: Sandro Ricci (Brasilien) |

| 46          | 6 juli      | Uruguay       | 1 – 0 (e.fl.)   | Spanien | Bursa Atatürk-stadion, Bursa                  |                                               |
| 21:00 UTC+3 | 21:00 UTC+3 | Avenatti 103′ | (0 – 0) Rapport |         | Publik: 7 035 Domare: Roberto García (Mexiko) | Publik: 7 035 Domare: Roberto García (Mexiko) |
| 21:00 UTC+3 | 21:00 UTC+3 |               |                 |         | Publik: 7 035 Domare: Roberto García (Mexiko) | Publik: 7 035 Domare: Roberto García (Mexiko) |
| 21:00 UTC+3 | 21:00 UTC+3 |               |                 |         | Publik: 7 035 Domare: Roberto García (Mexiko) | Publik: 7 035 Domare: Roberto García (Mexiko) |

| 47          | 7 juli      | Irak                                   | 3 – 3 (e.fl.)              | Sydkorea                                                                       | Kadir Has arena, Kayseri                        |                                                 |
| 18:00 UTC+3 | 18:00 UTC+3 | Fayez 21′ (str.) Shakor 42′, 118′      | (2 – 1, 2 – 2) Rapport     | Kwon Chang-Hoon 25′ Lee Gwang-Hoon 50′ Jung Hyun-Cheol 120+2′                  | Publik: 5 810 Domare: Ben Williams (Australien) | Publik: 5 810 Domare: Ben Williams (Australien) |
| 18:00 UTC+3 | 18:00 UTC+3 |                                        |                            |                                                                                | Publik: 5 810 Domare: Ben Williams (Australien) | Publik: 5 810 Domare: Ben Williams (Australien) |
| 18:00 UTC+3 | 18:00 UTC+3 | Fayez Ismail Rubat Shwkan Adnan Shakor | Straffsparksläggning 5 – 4 | Kim Sun-Woo Yeon Je-Min Han Sung-Gyu Shim Sang-Min Woo Joo-Sung Lee Gwang-Hoon | Publik: 5 810 Domare: Ben Williams (Australien) | Publik: 5 810 Domare: Ben Williams (Australien) |

| 48          | 7 juli      | Ghana                                      | 4 – 3 (e.fl.)          | Chile                           | Ali Sami Yen Arena, Istanbul                   |                                                |
| 21:00 UTC+3 | 21:00 UTC+3 | Odjer 11′ Assifuah 72′, 120+1′ Salifu 113′ | (1 – 2, 2 – 2) Rapport | Castillo 23′ Henríquez 27′, 98′ | Publik: 6 632 Domare: Nicola Rizzoli (Italien) | Publik: 6 632 Domare: Nicola Rizzoli (Italien) |
| 21:00 UTC+3 | 21:00 UTC+3 |                                            |                        |                                 | Publik: 6 632 Domare: Nicola Rizzoli (Italien) | Publik: 6 632 Domare: Nicola Rizzoli (Italien) |
| 21:00 UTC+3 | 21:00 UTC+3 |                                            |                        |                                 | Publik: 6 632 Domare: Nicola Rizzoli (Italien) | Publik: 6 632 Domare: Nicola Rizzoli (Italien) |

### Semifinaler
| 49          | 10 juli     | Frankrike        | 2 – 1           | Ghana        | Bursa Atatürk-stadion, Bursa                    |                                                 |
| 18:00 UTC+3 | 18:00 UTC+3 | Thauvin 43′, 74′ | (1 – 0) Rapport | Assifuah 47′ | Publik: 6 314 Domare: Nawaf Shukralla (Bahrain) | Publik: 6 314 Domare: Nawaf Shukralla (Bahrain) |
| 18:00 UTC+3 | 18:00 UTC+3 |                  |                 |              | Publik: 6 314 Domare: Nawaf Shukralla (Bahrain) | Publik: 6 314 Domare: Nawaf Shukralla (Bahrain) |
| 18:00 UTC+3 | 18:00 UTC+3 |                  |                 |              | Publik: 6 314 Domare: Nawaf Shukralla (Bahrain) | Publik: 6 314 Domare: Nawaf Shukralla (Bahrain) |

| 50          | 10 juli     | Irak                                                    | 1 – 1 (e.fl.)              | Uruguay                                                 | Hüseyin Avni Aker-stadion, Trabzon             |                                                |
| 21:00 UTC+3 | 21:00 UTC+3 | Adnan 34′                                               | (1 – 0, 1 – 1) Rapport     | Bueno 87′                                               | Publik: 3 188 Domare: Jonas Eriksson (Sverige) | Publik: 3 188 Domare: Jonas Eriksson (Sverige) |
| 21:00 UTC+3 | 21:00 UTC+3 |                                                         |                            |                                                         | Publik: 3 188 Domare: Jonas Eriksson (Sverige) | Publik: 3 188 Domare: Jonas Eriksson (Sverige) |
| 21:00 UTC+3 | 21:00 UTC+3 | Fayez Jabbar Ehab Humam Adnan Abdul-Raheem Kamil Salman | Straffsparksläggning 6 – 7 | Rodríguez Pais Avenatti Bueno López Rolán Giménez Silva | Publik: 3 188 Domare: Jonas Eriksson (Sverige) | Publik: 3 188 Domare: Jonas Eriksson (Sverige) |

### Bronsmatch
| 51          | 13 juli     | Ghana                                     | 3 – 0           | Irak | Ali Sami Yen Arena, Istanbul                    |                                                 |
| 18:00 UTC+3 | 18:00 UTC+3 | Attamah 35′ Assifuah 45+1′ Acheampong 78′ | (2 – 0) Rapport |      | Publik: 20 601 Domare: Sandro Ricci (Brasilien) | Publik: 20 601 Domare: Sandro Ricci (Brasilien) |
| 18:00 UTC+3 | 18:00 UTC+3 |                                           |                 |      | Publik: 20 601 Domare: Sandro Ricci (Brasilien) | Publik: 20 601 Domare: Sandro Ricci (Brasilien) |
| 18:00 UTC+3 | 18:00 UTC+3 |                                           |                 |      | Publik: 20 601 Domare: Sandro Ricci (Brasilien) | Publik: 20 601 Domare: Sandro Ricci (Brasilien) |

### Final
| 52          | 13 juli     | Frankrike                       | 0 – 0 (e.fl.)              | Uruguay                       | Ali Sami Yen Arena, Istanbul                          |                                                       |
| 21:00 UTC+3 | 21:00 UTC+3 |                                 | Rapport                    |                               | Publik: 20 601 Domare: Roberto García Orozco (Mexiko) | Publik: 20 601 Domare: Roberto García Orozco (Mexiko) |
| 21:00 UTC+3 | 21:00 UTC+3 |                                 |                            |                               | Publik: 20 601 Domare: Roberto García Orozco (Mexiko) | Publik: 20 601 Domare: Roberto García Orozco (Mexiko) |
| 21:00 UTC+3 | 21:00 UTC+3 | Pogba Veretout Ngando Foulquier | Straffsparksläggning 4 – 1 | Velázquez De Arrascaeta Olaza | Publik: 20 601 Domare: Roberto García Orozco (Mexiko) | Publik: 20 601 Domare: Roberto García Orozco (Mexiko) |

## Utmärkelser
| Golden Ball               | Silver Ball              | Bronze Ball                       |
| ------------------------- | ------------------------ | --------------------------------- |
| Paul Pogba                | Nicolás López            | Clifford Aboagye                  |
| Golden Shoe               | Silver Shoe              | Bronze Shoe                       |
| Ebenezer Assifuah · 6 mål | Bruma · 5 mål (2 assist) | Jesé Rodríguez · 5 mål (1 assist) |
| Golden Glove              |                          |                                   |
| Guillermo de Amores       |                          |                                   |
| FIFA Fair Play Award      |                          |                                   |
| Spanien                   |                          |                                   |

## Statistik

### Målskyttar
6 mål
- Ebenezer Assifuah

5 mål
- Bruma
- Jesé Rodríguez

4 mål
- Nicolás Castillo
- Yaya Sanogo
- Nicolás López

3 mål
- Juan Fernando Quintero
- Florian Thauvin
- Farhan Shakor
- Abdul Jeleel Ajagun
- Aladje

2 mål
- Ángelo Henríquez
- Jhon Córdoba
- Ahmed Hassan Koka
- Jean-Christophe Bahebeck
- Geoffrey Kondogbia
- Kennedy Ashia
- Frank Acheampong
- Richmond Boakye
- Ali Fayez
- Ali Adnan Kadhim
- Kwon Chang-Hoon
- Ryu Seung-Woo
- Ante Rebić
- Olarenwaju Kayode
- Aminu Umar
- Gerard Deulofeu
- Enver Cenk Şahin
- Giorgian De Arrascaeta
- Abbosbek Makhstaliev
- Sardor Rakhmonov
- Igor Sergeev

1 mål
- Joshua Brillante
- Daniel De Silva
- Jamie Maclaren
- Christian Bravo
- Felipe Mora
- Andrés Rentería
- Kahraba
- Mahmoud Hassan
- Diego Coca
- José Peña
- Conor Coady
- Harry Kane
- Luke Williams
- Paul Pogba
- Jordan Veretout
- Thibaut Vion
- Kurt Zouma
- Michael Anaba
- Joseph Attamah
- Moses Odjer
- Seidu Salifu
- Andreas Bouchalakis
- Dimitris Diamantakos
- Dimitris Kolovos
- Kostas Stafylidis
- Mohannad Abdul-Raheem
- Ammar Abdul-Hussein Al-Asadi
- Mahdi Kamil
- Saif Salman
- Jung Hyun-Cheol
- Kim Hyun
- Lee Gwang-Hoon
- Song Joo-Hoon
- Marko Livaja
- Stipe Perica
- Maykel Reyes
- Samba Diallo
- Adama Niane
- Marco Bueno
- Jesús Manuel Corona
- Jesús Escoboza
- Jonathan Espericueta
- Arturo González
- Uvaldo Luna
- Louis Fenton
- Derlis González
- Brian Montenegro
- Jorge Rojas
- Tiago Emanuel Ferreira
- Edgar Ié
- Ricardo
- Tó Zé
- Paco Alcácer
- Derik Osede
- Sinan Bakış
- Hakan Çalhanoğlu
- Salih Uçan
- Okay Yokuşlu
- Federico Acevedo
- Felipe Avenatti
- Rubén Bentancourt
- Gonzalo Bueno
- Daniel Cuevas
- Luis Gil
- Shane O'Neill
- Diyorjon Turapov

Självmål
- Jozo Šimunović (mot Chile)